# Charles FitzClarence

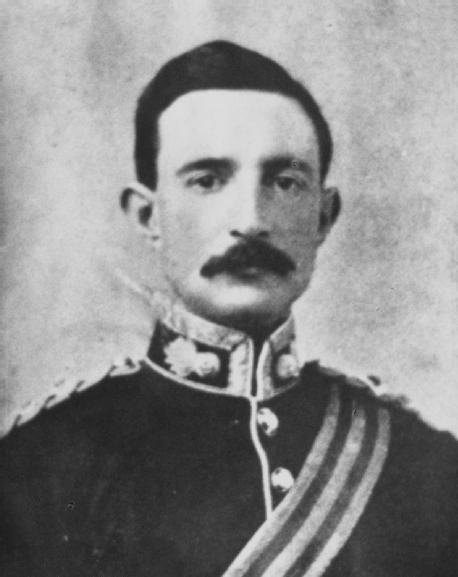
Charles FitzClarence

Charles FitzClarence VC (* 8. Mai 1865 in Bishopscourt, County Kildare; † 12. November 1914 im Polygon-Wald bei Zonnebeke, Belgien) war ein irisch-englischer Brigadegeneral und Träger des Victoria-Kreuz, der höchsten Kriegsauszeichnung der Streitkräfte des Vereinigten Königreichs und des Commonwealth.

## Leben
Charles FitzClarence wurde als Sohn von Captain George FitzClarence (15. April 1836–24. März 1894) und Maria Henrietta Scott (1841–27. Juli 1912) geboren. Er hatte einen Zwillingsbruder namens Edward. Sein Großvater väterlicherseits war George FitzClarence, 1. Earl of Munster, der uneheliche Sohn von William, Duke of Clarence, später König William IV. 1886 trat er den Royal Fusiliers bei. Da er anfangs häufig krank war, verbrachte er den Großteil der Zeit in Verwaltungs- und Stabsfunktionen. 1899 meldete er sich als Freiwilliger für den Dienst in Mafeking, Südafrika und bildete dort eine Staffel des Protectorate Regiment aus.
FitzClarence erhielt das Victoria Cross im Alter von 34 Jahren und war Captain in The Royal Fusiliers, British Army, während des Zweiten Burenkrieges:

“On the 14th October, 1899, Captain FitzClarence went with his squadron of the Protectorate Regiment, consisting of only partially trained men, who had never been in action, to the assistance of an armoured train which had gone out from Mafeking. The enemy were in greatly superior numbers, and the squadron was for a time surrounded, and it looked as if nothing could save them from being shot down. Captain FitzClarence, however, by his personal coolness and courage inspired the greatest confidence in his men, and, by his bold and efficient handling of them, not only succeeded in relieving the armoured train, but inflicted a heavy defeat on the Boers, who lost 50 killed and a large number wounded, his own losses being 2 killed and 15 wounded. The moral effect of this blow had a very important bearing on subsequent encounters with the Boers.
On the 27th October, 1899, Captain FitzClarence led his squadron from Mafeking across the open, and made a night attack with the bayonet on one of the enemy’s trenches. A hand-to-hand fight took place in the trench, while a heavy fire was concentrated on it from the rear. The enemy was driven out with heavy loss. Captain FitzClarence was the first man into the position and accounted for four of the enemy with his sword. The British lost 6 killed and 9 wounded. Captain FitzClarence was himself slightly wounded. With reference to these two actions, Major-General Baden-Powell states that had this Officer not shown an extraordinary spirit and fearlessness the attacks would have been failures, and we should have suffered heavy loss both in men and prestige.
On the 26th December, 1899, during the action at Game Tree, near Mafeking, Captain FitzClarence again distinguished himself by his coolness and courage, and was again wounded (severely through both legs).”

„Am 14. Oktober 1899 begab sich Hauptmann FitzClarence mit seiner Schwadron des Protektoratsregiments, die nur aus teilweise ausgebildeten Männern bestand, die noch nie im Einsatz gewesen waren, zur Unterstützung eines Panzerzuges, der von Mafeking aus gestartet war. Der Feind war zahlenmäßig weit überlegen, und die Schwadron war eine Zeit lang eingekesselt, und es sah so aus, als ob nichts sie davor bewahren könnte, abgeschossen zu werden. Hauptmann FitzClarence erweckte jedoch durch seine persönliche Gelassenheit und seinen Mut das größte Vertrauen in seine Männer, und durch seine kühne und effiziente Führung gelang es ihm nicht nur, den Panzerzug zu befreien, sondern auch den Buren eine schwere Niederlage zuzufügen, die 50 Tote und eine große Zahl von Verwundeten verloren, wobei er selbst 2 Tote und 15 Verwundete zu beklagen hatte. Die moralische Wirkung dieses Schlags war für die folgenden Begegnungen mit den Buren sehr wichtig. Am 27. Oktober 1899 führte Hauptmann FitzClarence sein Geschwader von Mafeking aus über das offene Gelände und griff in der Nacht mit dem Bajonett einen der feindlichen Gräben an. Im Graben kam es zu einem Nahkampf, während von hinten schweres Feuer auf den Graben gerichtet wurde. Der Feind wurde unter schweren Verlusten vertrieben. Hauptmann FitzClarence war der erste Mann, der die Stellung betrat, und tötete vier Feinde mit seinem Degen.  Die Briten verloren 6 Tote und 9 Verwundete. Captain FitzClarence selbst wurde leicht verwundet. Generalmajor Baden-Powell erklärte zu diesen beiden Gefechten, dass die Angriffe ohne den außergewöhnlichen Kampfgeist und die Furchtlosigkeit dieses Offiziers gescheitert wären und wir schwere Verluste an Männern und Prestige erlitten hätten.
Am 26. Dezember 1899 zeichnete sich Hauptmann FitzClarence während des Gefechts bei Game Tree in der Nähe von Mafeking erneut durch seine Gelassenheit und seinen Mut aus und wurde erneut schwer an seinen Beinen verwundet.“

Seiner Kühnheit im Kampf verdankte er den Spitznamen ‚The Demon‘. Er diente bis Februar 1901 in Südafrika und wechselte dann zu den neu aufgestellten Irish Guards. 1904 absolvierte er das Staff College und übernahm im Juli 1909 das Kommando des 1. Bataillon Irish Guards. Als der Erste Weltkrieg ausbrach, wurde er zum Brigadegeneral befördert und erhielt das Kommando über die neugegründete 29. Brigade.
Am 27. September 1914 ersetzte er Brigadegeneral Ivor Maxse als Kommandeur der 1. Gardebrigade der British Expeditionary Force. Dieses Kommando hielt er bis zu seinem Tod inne.
Am Morgen des 12. November griff die preußische Garde britische Truppen entlang der Meninstraße an. Die preußische Garde griff mit dreizehn Bataillonen an, allerdings brachen sie nur an drei Orten durch. Am nächsten Morgen startete FitzClarence einen Gegenangriff. Der General selbst beschloss, seinem alten Regiment den Weg zu zeigen, und bezahlte diese Entscheidung mit seinem Leben.
In seiner Meldung vom 20. November 1914 sagte Sir John French: „Ein anderer Offizier, dessen Name mir im Speziellen genannt wurde, war Brigadegeneral FitzClarence, VC, der die 1. Gardebrigade befehligte. Er wurde leider beim Nachtangriff vom 11. November getötet. Sein Verlust wird noch schwer zu spüren sein.“
Er fiel am 12. November 1914 mit 49 Jahren im Polygon-Wald bei Zonnebeke, Belgien.
Er ist der ranghöchste Offizier, der auf dem Menenpoort-Denkmal in Ypern genannt wird, da er kein bekanntes Grab hat. Sein Viktoria-Kreuz hängt heute in der Lord Ashcroft VC Gallery im Imperial War Museum in London.

## Familie
Am 20. April 1898 heiratete er in der Citadel Church, Kairo Violet Spencer-Churchill (13. Juni 1864 – 22. Dezember 1941), Tochter von Lord Alfred Spencer-Churchill und Enkelin von George Spencer-Churchill, 6. Duke of Marlborough. Das Paar hatte zwei Kinder:
- Edward Charles FitzClarence, 6. Earl of Munster (3. Oktober 1899–15. November 1983)
- Joan Harriet FitzClarence (23. Dezember 1901–6. Januar 1971)